# محمد بن محمد باكثير
محمد بن محمد باكثير (1283 - 1355 هـ) إمام ومؤرخ ونحوي من شيوخ العلم والأدب في حضرموت. ولي القضاء بضع سنوات وكف بصره آخر عمره. كان ذو معرفة علمية واسعة في شتى العلوم، وكان محل تدريسه بزاوية مسجد قيدان بن عبد الله باكثير. وفوق كونه من أساطين الأدب فإنه من الشعراء المكثرين لسهولة النظم وبداهتها على النثر.

## نسبه
محمد بن محمد بن أحمد بن محمد بن سالم بن عبد الغفار بن محمد بن عبد الله بن عبد الرحيم بن عبد القادر بن محمد بن سلمة بن عيسى بن سلمة باكثير الكندي.

## مولده ونشأته
ولد في مدينة سيئون بحضرموت في ذي الحجة سنة 1283 هـ، وبها ترعرع وانتعش وقد تركه والده في عداد اليتامى منذ نعومة أظفاره، فقام بنظره وتعليمه أخوه الكبير أحمد، والتحق بمعلامة طه بن عمر متعلما القرآن الكريم، ثم انتقل إلى المدار العلمي حتى تفوق على أقرانه وصار في سن العشرين من المدرسين المختصين كنتيجة واضحة لاجتهاده وتحصيله.

## شيوخه
وكان أخذه من علماء وأئمة وشيوخ سيئونيين قبل النزوح إلى تريم وغير تريم في خصوص المستزاد الثقافي منهم:
| - علوي بن عبد الرحمن السقاف - علي بن محمد الحبشي - عبيد الله بن محسن السقاف - محمد بن حامد السقاف - عبد القادر بن أحمد قطبان | - محمد بن علي بن علوي السقاف - صافي بن شيخ السقاف - عبد الله بن محسن السقاف - محمد بن سعيد باطويح - أحمد بن حسن العطاس | - هادي بن حسن السقاف - عبد الرحمن بن محمد المشهور - شيخ بن عمر السقاف - عيدروس بن عمر الحبشي - شيخان بن محمد الحبشي | - جعفر بن عبد الرحمن السقاف - عبد اللاه بن حسن البحر - أحمد بن أبي بكر بن سميط - حسين بن محمد الحبشي |

## تلاميذه
تصدى للتدريس والعلم، فأخذ عنه جُلّ علماء حضرموت في ذلك الوقت، منهم:
| - ابنه عمر بن محمد باكثير - ابن أخيه عبد القادر بن أحمد باكثير - ابن أخيه علي بن أحمد باكثير - ابن أخيه عمر بن أحمد باكثير - سقاف بن عبد الله السقاف | - سقاف بن علوي السقاف - عبد الرحمن بن عبيد الله السقاف - عبد الله بن حسين السقاف - عبد الرحمن بن محمد السقاف - أبو بكر بن طه السقاف | - محمد بن عبد الله بن علي السقاف - محمد بن عوض بافضل - عمر بن عبيد حسان - عبد الرحمن بن سقاف السقاف - عبد الرحمن بن قاضي باكثير | - حسن بن عبد الله بارجاء - محمد بن مسعود بارجاء - سالم بن صافي السقاف - عمر بن سقاف السقاف - عبد الله بن محمد السقاف |

## من شعره
وله نظم كثير في ديوان يحوي الألوان الجمة، ومن نظمه على سبيل المثال:

## مؤلفاته
له كتب في التاريخ والنحو والتجويد والعروض وغير ذلك منها:
| - «الشماريخ في بعض الفوائد والتواريخ» وهو تاريخ يومي - «البنان المشير إلى فضلاء آل أبي كثير» - «العدة في تراجم المنتمين إلى كندة» - «حب الغمام في تراجم أشياخى الكرام» - «المرجان في قبائل هذا الزمان» - «مبتدأ العربية في شرح الآجرومية» - حاشية على منظومة في شعب الإيمان - «عين الهدى حاشية على قطر الندى» في النحو - «سرور البال شرح تحفة الأطفال» في التجويد - «كفاية الواعي شرح منظومة السجاعي» في الاستعارات - «منظومة في ياءآت الإضافة على قراءة نافع» - «منظومة في خصائص النبي» | - «منظومة في مثلثات الأوائل» - «الفرائد في نظم الفوائد» - «الفرائد الحضرمية شرح البهجة المرضية» - حاشية على تسهيل ابن مالك مختومة بخاتمة رجزية - حاشية على تنبيه أبي إسحاق الشيرازي اسماها «جمع الترجيح والتوجيه لمسائل التنبيه» - «رسالة في علم الجبر والمقابلة» - «منظومة في علم العروض» - حاشية على شرح المتممة للفاكهي في النحو - كتاب في النحو على ترتيب حروف الهجاء - «الأحراز شرح مختصرات الألغاز» - «تشييد المباني شرح كفاية المعاني» - «منظومة في مسألة الاستخلاف» - ديوان مرتب على حروف الهجاء |

## وفاته
توفي في سيئون عصر يوم الأحد الثالث عشر من شهر محرم سنة 1355 هـ، وفي صباح يوم الاثنين شيعت جنازته من مسجد قيدان إلى مدفنه بمقبرة جوهر حيث مقابر أهله.